# Hockey Club Amatori Vercelli
El Hockey Club Amatori Vercelli, o simplemente Amatori Vercelli es un club de hockey sobre patines de la localidad italiana de Vercelli, en la región de Piamonte. Fue fundado en 1962 y actualmente milita en la Serie A2 italiana.
Su época de máximo esplendor fue la década de 1980 (sobre todo la temporada 1982-83 en que consiguió el triplete), en la cual cosechó todos sus títulos importantes: 3 Ligas de Italia, 1 Copa de Italia (ante el AFP Giovinazzo) y 2 Copas de la CERS, ante el AFP Giovinazzo (1982-83) y el CD Paço de Arcos (1987-88).

## Palmarés
- 3 Ligas de Italia: 1982-1983, 1983-1984, 1985-1986
- 1 Copa de Italia: 1982-1983
- 2 Copas de la CERS: 1982-83, 1987-88

## Plantilla 2018-2019
| - Alex Raffaelli - David Ballestrero Duran - Diego Marcon (portero) - Francisco Da Silva Veludo (portero) - Joao Ricardo Mendes Da Silva |  | - Matteo Brusa - Mattia Milani - Oscar Ferrari - Giuseppe Tarsia |